# Лідія Поет
Лідія Поет (італ. Lidia Poët; 26 серпня 1855, Перреро, Італія — 25 лютого 1949, Діано-Марина, Італія) — перша італійська жінка-адвокат, діячка італійського фемінізму та суфражизму.

## Життєпис
Народилася у заможній родині вальденсів. Навчалася у Швейцарії та отримала ліцензію вчительки середньої школи, а потім другий сертифікат вчительки англійської, німецької та французької мов.
Повернувшись до Італії, навчалася у Туринському університеті, де 17 червня 1881 року здобула правничий ступінь, написавши дисертацію про статус жінок у суспільстві та їхнє виборче право. Дисертація була ґрунтовним нарисом про фемінізм та його історичні корені.
Через два роки Лідію Поет було прийнято до Асоціації адвокатів та прокурорів Турина, що викликало негативні реакції та дискусії по всій Італії. Проте займалася вона юридичною практикою лише три місяці, перш ніж її позбавили адвокатської ліцензії та виключили з Асоціації адвокатів через те, що вона була жінкою. Попри це, Поет продовжувала працювати правницею разом зі своїм братом Джованні Енріко, хоч і не могла виступати в судах. Особливо захищала права дітей і маргіналізованих осіб, а також виступала за виборче право жінок.
1920 року, у віці 65 років, Поет офіційно вступила до Асоціації адвокатів Турина завдяки закону 1919 року, що дозволив жінкам займатися адвокатською практикою.
Лідія Поет не була в шлюбі й не мала дітей. Все життя прожила у гарному будинку в центрі містечка Пінероло, неподалік Турина, зі своїм братом адвокатом Джованні Енріко Поетом, теж бездітним і неодруженим.
Померла у віці 94 років.

## В культурі
У лютому 2023 року на Netflix вийшов пригодницький серіал «Закон Лідії Поет». У головній ролі — Матильда де Анжеліс. 
Серіал мав успіх в аудиторії, проте був розкритикований ще живою ріднею Поет за історичну недостовірність як такий, що ганьбить пам'ять про неї. За словами рідних, Лідія Поет ніколи не жила в Турині, а все життя мешкала у містечку Пінероло; її брат ніколи не був одружений та не мав дітей, попри це одними з головних персонажів серіалу є його дружина та донька. Серіал також викликав критику за приховування вальденського походження Лідії Поет, за зайве використання вульгарних виразів та загалом за низьку відповідність історичній дійсності.